# Jérôme Naves
Pour les articles homonymes, voir Naves.
Pas d'image ? Cliquez ici

a Compétitions nationales et continentales officielles uniquement.

b Matchs officiels uniquement.
Dernière mise à jour le 15 septembre 2018.
Jérôme Naves, né le 8 août 1979 à Tulle, est un joueur de rugby à XV et à sept français qui évolue au poste d'ailier ou d'arrière (1,85 m pour 88 kg).

## Carrière
- ?-1997 : Naves Athlétic Club (Naves AC)
- Junior et 2003-2005 : CA Brive
- 2005-2007 : Lyon OU
- 2007-2008 : Tarbes Pyrénées
- 2008-2012 : US Oyonnax
- 2012-2014 : Sporting nazairien rugby
- 2014-2017 : SC Tulle